# Montseny (Barcelona)
Montseny ist eine katalanische Gemeinde in der Provinz Barcelona im Nordosten Spaniens. Sie liegt in der Comarca Vallès Oriental.
Die Gemeinde liegt am Fuße des gleichnamigen Berges.